# Sacramentum (группа)
Sacramentum — шведская блэк-дэт-метал-группа, основанная в 1990 году, изначально под названием Tumulus. Первые записи были сделаны в конце 1992 года. Незадолго до издания демозаписи Sedes Impiorum (1993) группа сменила название на Sacramentum. В 1994 году группа записала мини-альбом Finis Malorum, а в 1995 — дебютный альбом Far Away from the Sun, который был издан только в следующем году на французском лейбле Adipocere Records. После европейского тура и подписания контракта с лейблом Century Media Records был издан второй альбом и американский дебют The Coming of Chaos (1997). Через год после очередного тура по Европе и Штатам появился третий и последний на сегодняшний день альбом Thy Black Destiny (1999).

## История
В 2001 году группа объявила о распаде.
В 2019 году было объявлено о воссоединении для концертных выступлений на нескольких фестивалях 2020 г., где планировалось исполнить целиком дебютный альбом Far Away From The Sun. В данный момент из-за пандемии COVID-19 все запланированные выступления перенесены на 2021 г.
Также сообщается, что группа планирует работу над новым материалом.

## Состав
- Nisse Karlén — вокал (1990—2001), гитара (1990—1994), бас (1994—2001)
- Anders Brolycke — гитара (1990—2001)
- Niclas Andersson — гитара (1998—2001)
- Freddy Andersson — бас-гитара (1990—1994)
- Mikael Rydén — ударные (1990—1994)
- Nicklas Rudolfsson — ударные (1994—2001)

## Дискография
- 1993: Sedes Impiorum (demo)
- 1994: Finis Malorum (EP)
- 1996: Far Away from the Sun (album)[2][3]
- 1997: The Coming of Chaos (album) [4][5]
- 1998: "13 Candles" on In Conspiracy with Satan – A Tribute to Bathory
- 1998: "The Curse/Antichrist" on A Tribute to Sepultura
- 1998: "Black Masses" on Tribute to Mercyful Fate
- 1999: Thy Black Destiny (album)[6][7]
- 2008: Abyss of Time (compilation consisting of The Coming of Chaos and Thy Black Destiny)